# Лідія Шоле
Лідія Езровна Карака́ш-Шоле́ (пол. Lidia Karakasz-Szole 2 грудня 1896, Троки — березень 1943, Варшава) — польська художниця і декораторка, авторка герба польсько-литовських караїмів.

## Життєпис
Народилася в Троках в заможній караїмській сім'ї. Батько — Езра Самойлович Шоле (? — 1908, Санкт-Петербург), власник заснованої в 1884 році в Санкт-Петербурзі гільзової фабрики «Е. Шоле і Ко», походив із бахчисарайських міщан. Мати — Трокска міщанка Емілія (Каміля) Йосипівна Лобанос (1873 — ?), Дочка габба і бургомістра Трок Йосипа Ілліча Лобаноса (1830—1904). Дядько — Йосип Йосипович Лобанос (1880—1947), газзан у Вільно і Луцьку, в юності працював на гільзовій фабриці Езри Шоле. Бабуся — Емілія-Ахува Ананьевна Лобанос (1847—1927), дочка молодшого газзана трокської кенаси Ананії Абковича. Незабаром після народження дочки сім'я Шоле переїхала в Санкт-Петербург. 9 вересня 1900 року біля Лідії народилася молодша сестра Наталя. Овдовівши, їх мати вийшла заміж за вихователя своїх дітей Іллю Юткевича, випускника юридичного факультету Санкт-Петербурзького університету.
У 1914 році закінчила приватну гімназію княгині Оболенської . Після 1918 року сім'я перебралася в Вільно, де Лідія надійшла в Університет Стефана Баторія на факультет витончених мистецтв. В середині 1920-х років вирушила в Париж, де продовжила вивчати живопис в Академії витончених мистецтв. У 1926 році виступила на зборах паризьких караїмів-емігрантів з доповіддю про караїмські центри у Вільно і Троках. Повернувшись додому, продовжила свою громадську діяльність. У січні 1923 була обрана членкинею правління Віленського караїмського товариства. Брала участь в житті караїмського аматорського театру. Брала активну участь в діяльності заснованого в 1932 році у Вільно Товариства любителів караїмської історії та літератури, на початку була його секретаркою . Як художниця вона приєдналася до Асоціації незалежних художників. Разом з групою з дюжини інших художників взяла участь в першій виставці цього об'єднання, яка відбулася 20 вересня 1931 року в виставковій будівлі Бернардинського саду в Вільно. Також Лідія Шоле захоплювалася танцями та грою на фортепіано. У 1933 році у Вільно був відкритий клуб «Сморгонь», який відвідували місцеві письменники, художники й музиканти. Шоле була однією з тих, хто придумував і створював художнє оформлення для кожної зустрічі в клубі, що проводилися в середньому кожні два тижні.
В середині 1930-х років з фінансових обставин Лідія Шоле поїхала в Варшаву, де жила в районі Жолібож. Про цей період її життя відомо дуже мало. Швидше за все вона стала декораторкою театру ляльок «Урвіс», заснованому в Варшаві в 1935 році. Після початку війни Лідія не наважилася повернутися в Вільно і продовжила брати участь в діяльності лялькового театру, підтримуваного відділом освіти Польської підпільної держави. У березні 1943 року була затримана нацистами на вулиці біля свого будинку під час облави й там же розстріляна. Її тіло видано не було, а місце поховання невідоме . За непідтвердженою версією Лідія Шоле могла бути зв'язковою Руху Опору Польщі.

## Творча спадщина
Залишила серію картин олією та аквареллю, в тому числі вид трокської кенаси, у 2015 році поміщений на обкладинку книги У. Врублевської «Культурно-просвітницька діяльність караїмів у Другій Польській республіці» (пол. Działalność kulturalno-oświatowa Karaimów w Drugiej Rzeczypospolitej . Ймовірно, Лідія Шоле була й авторкою емблеми караїмського гахана, створеної приблизно в 1929 році. Кілька малюнків цієї емблеми, виконаних Шоле, зберігаються в архіві Серайі Шапшала в Вільнюсі. Згодом ця емблема стала гербом польсько-литовських караїмів. На думку Михайла Кизилова, автором ідеї появи символіки емблеми виступив сам Серайя Шапшал .